# Samo104
Samo104 (* 1998; bürgerlich Salim Mohammad Karas) ist ein deutscher Rapper aus Berlin.

## Leben
Der Zahlencode in Samo104s Pseudonym steht verkürzt für die Postleitzahl 10437, den Bezirk Prenzlauer Berg, in welchem er aufgewachsen ist.
Samo104 ist bei BMP Berlin Music Publishing unter Vertrag und veröffentlichte seit 2020 mehrere Singles, unter anderem Missed Calls als Kollabo mit Kalazh44. Am 19. März 2021 stieg seine Single Fuck Love von 2020 auf Platz 99 der deutschen Singlecharts ein. Am 9. April 2021 kam es zu einem Re-Entry auf Platz 93, anschließend kletterte die Single auf bis auf Platz 58 und hielt sich insgesamt elf Wochen in den Charts.
Zusammen mit Brudi030 nahm Samo104 an der 15. Folge von Rap Duell auf Joyn teil.

## Diskografie

### Singles
- 2020: Terence Hill
- 2020: Bei Nacht
- 2020: Fuck Love
- 2020: All In
- 2020: Heute noch
- 2020: Nike Jogger
- 2021: Missed Calls (mit Kalazh44)
- 2021: Auf Wiedersehen
- 2021: LAN LAN (mit OG Pezo)
- 2021: Bis zum Mond und zurück